# Egyedül Vagyunk
Egyedül Vagyunk : társadalompolitikai és szépirodalmi folyóirat 1938. október és 1944. október közt. Irányvonal: szélsőjobboldali. A megjelenés helye: Budapest. Közreadta a Stádium.

## Szerkesztői, munkatársai
A lapot Oláh György, Pongrácz Kálmán, Kárász József szerkesztette. Népes írói táborában ott találunk többeket a népi írók (Darvas József, Illyés Gyula, Németh László, Szabó Pál, Veres Péter), az erdélyi (Dsida Jenő - posztumusz -, Wass Albert) és a szlovákiai magyar írók (Dobossy László, Szvatkó Pál) közül és más írói csoportok tagjaiból is (Illés Endre, Csuka Zoltán, Németh Andor, Szabó Lőrinc, Takáts Gyula, Tatay Sándor, Weöres Sándor).